# Dresden Hauptbahnhof
Dresden Hauptbahnhof is een spoorwegstation in de Duitse plaats Dresden. Dresden Hauptbahnhof is het grootste station van Dresden met ongeveer 60.000 reizigers per dag. Het station verving in 1898 het Böhmischen Bahnhof. Het hoofdstation behoort tot de Duitse stationscategorie 1. Een bijzonder kenmerk is dat het zowel een doorgangs- als een kopstation is, op twee verschillende niveaus. 
Er is een nachttrein van de CityNightLine Canopus (Praag – Zürich) en de CityNightLine Kopernikus (Praag – Amsterdam) vanaf het Dresdner Hauptbahnhof. De EuroNight Metropol gaat van het Hauptbahnhof naar Berlijn – Boedapest/Wenen.

## Ligging
Het station bevindt zich ten zuiden van de Innere Altstadt in de Seevorstadt. In het zuiden grenst het aan het Schweizer Viertel van de Südvorstadt. Direct langs het station ligt de Hochschule für Technik und Wirtschaft Dresden.  De Bundesstraße 170 loopt in noord-zuidrichting onder het stationsgebied ten oosten van het stationsgebouw. Naar het noorden begint op de Wiener Platz de belangrijke winkelstraat Prager Straße. Sinds de jaren 1990 wordt het wegverkeer op de Wiener Platz weg geleid door een verkeerstunnel met een ondergrondse parkeergarage en sindsdien is het plein een voetgangersgebied. In de omgeving zijn verschillende grote kantoor-, winkel- en woongebouwen in moderne stijl gebouwd.

## Geschiedenis

### Voorgeschiedenis
In 1839 opende de Leipzig-Dresdner spoorweg-Compagnie de eerste langeafstandsspoorlijn van het land van Leipzig naar het Leipziger Bahnhof in Dresden. In de daaropvolgende decennia werden meer spoorlijnen toegevoegd aan de reismogelijkheden vanuit Dresden. Elke privéspoorweg bouwde zijn eigen station als eindpunt van zijn lijn. Het Schlesische Bahnhof, ingewijd in 1847, markeerde het beginpunt van de spoorlijn Dresden-Görlitz en in 1848 werd het Böhmische Bahnhof geopend op de lijn naar Bohemen. Nog eens zeven jaar later werd het Albertsbahnhof geopend voor de lijn naar Chemnitz en in 1875 werd het Berliner Bahnhof geopend voor de lijn naar Berlijn. 
Tussen 1800 en 1900 groeide de bevolking van Dresden exponentieel van meer dan 60.000 naar bijna 400.000. Hierdoor nam de behoefte aan transport enorm toe. De bestaande spoorwegfaciliteiten bleken ontoereikend om de verwachte ruimtelijke mobiliteit te garanderen en het toegenomen verkeersvolume als gevolg van de bevolkingsgroei en de industrialisatie op te vangen. Met name de spoorsystemen van de langeafstandsstations, die onvoldoende met elkaar verbonden waren, waren niet ontworpen voor continu verkeer en de vele overwegen tussen spoorwegen en wegen vormden een groot verkeersprobleem.
Aan het einde van de jaren 1880, toen alle spoorwegfaciliteiten die de stad raakten in handen van de staat waren, besloot de Saksische regering om het spoorwegknooppunt van Dresden fundamenteel te herontwerpen. Er moest een nieuw centraal station komen, maar lange tijd was er geen consensus over de locatie. Nadat de Elbe in maart 1845 was overstroomd, stelde landmeter Karl Pressler voor om de Weißeritz om te leiden naar Cotta en de bestaande rivierbedding te gebruiken voor een centraal station. De planners namen dit idee gedeeltelijk over en realiseerden een verhoogde verbindingslijn tussen de langeafstandsstations in de voormalige rivierbedding. Ze zagen echter het voormalige Böhmische Bahnhof als het nieuwe hoofdstation. Enerzijds werd dit station het drukst bezocht en anderzijds lag het in de onmiddellijke nabijheid van de Prager Straße, die in het laatste kwart van de 19e eeuw was uitgegroeid tot de belangrijkste winkelstraat van de stad.

### Böhmische Bahnhof

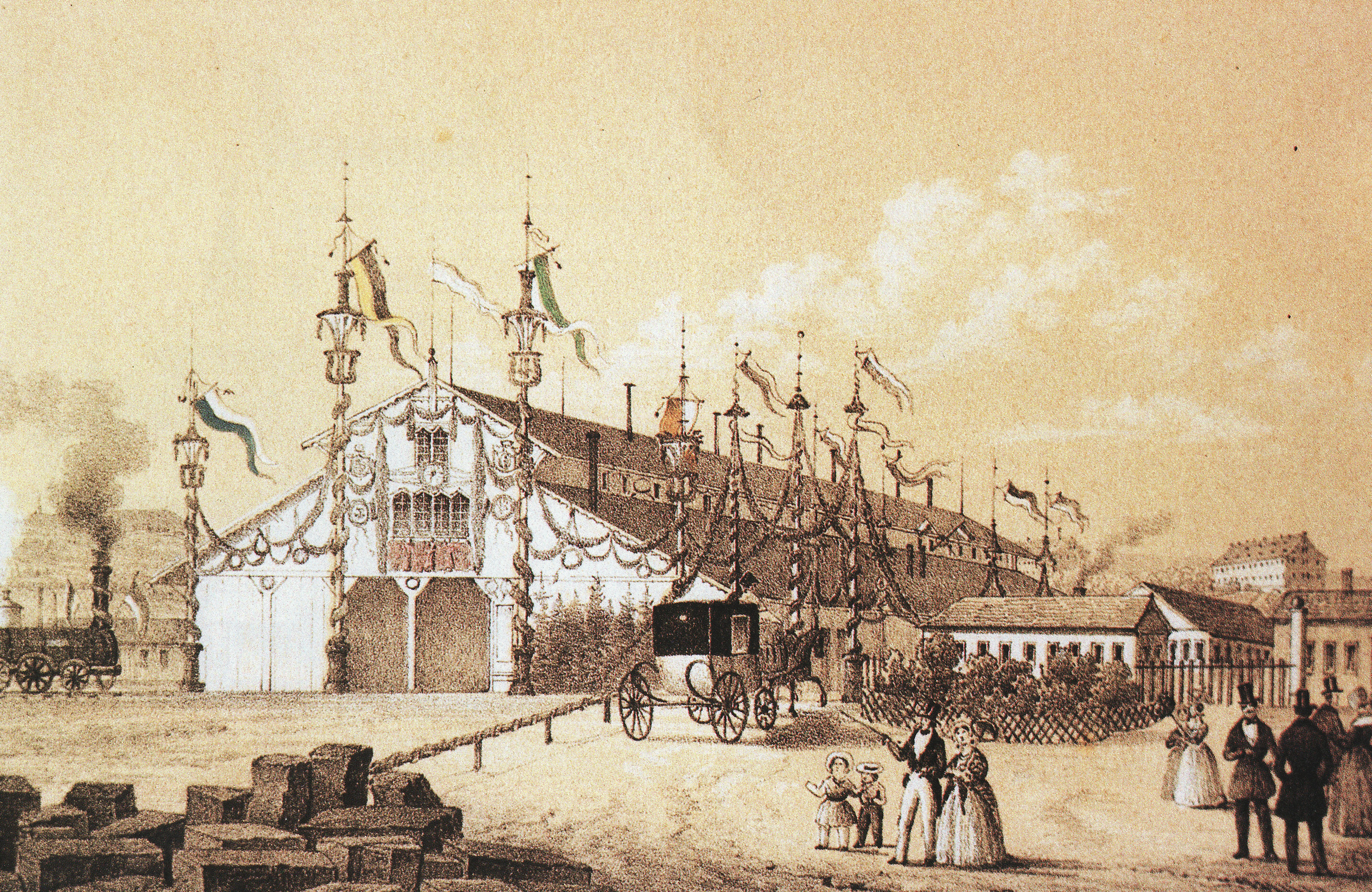
Voorlopig ontvangstgebouwd in 1851

Op 1 augustus 1848 werd de Sächsich-Böhmische Staatseisenbahn in gebruik genomen met het Böhmische Bahnhof als eindpunt van de lijn. Aanvankelijk was er slechts een schuurachtig ontvangstgebouw dat vier sporen overspande. Op 6 april 1851 werd het station officiële geopend, samen met de verlening van de lijn naar Bodenbach, tegenwoordig een stadsdeel van de Tsjechsiche stad Děčín, die destijds tot Oostenrijk behoorde. Een jaar later werd de Marienbrücke in gebruik genomen waardoor het station nu ook met de andere stations verbonden werd. 

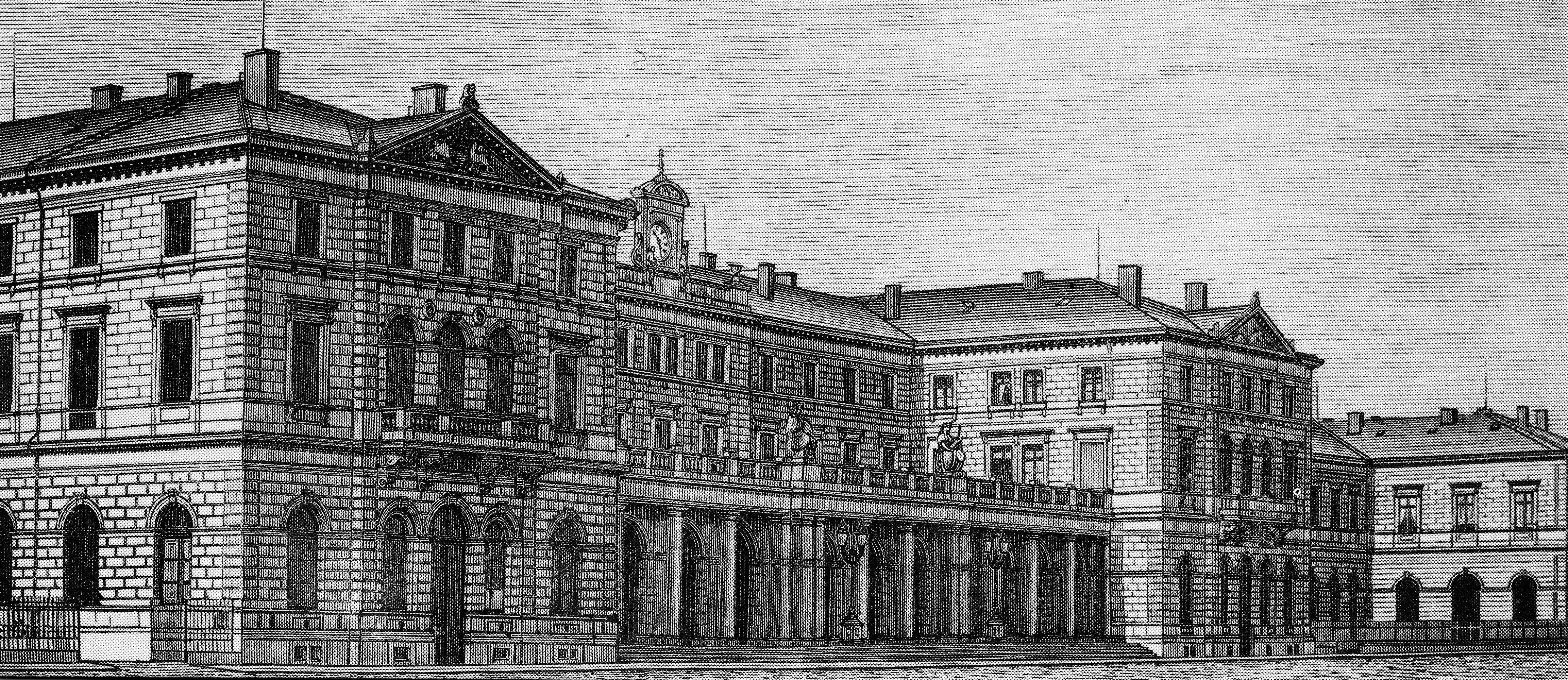
Nieuw ontvangstgebouw uit 1864

Van 1861 tot 1864 werden de faciliteiten voor personenvervoer verplaatst naar het westen om plaats te maken voor een nieuw gebouw. Op 1 augustus 1864 verving een solide nieuw stationsgebouw de vorige tijdelijke structuur. Het 184 meter lange gebouw, ontworpen door Karl Moritz Haenel en Carl Adolph Canzler in Italiaanse renaissancestijl, was verdeeld in vier vleugels. In eerste instantie werd slechts een 370 meter lang huisperron gebouwd, maar hierdoor konden twee treinen tegelijkertijd vertrekken. Een extra 360 meter lang eilandperron werd gebouwd in 1871 en 1872. Deze uitbreiding was nodig omdat het station in 1869 het passagiersverkeer op de spoorlijn Dresden-Werdau overnam van het Albertsbahnhof, dat bijna twee kilometer naar het noordwesten lag en vanaf dat moment alleen nog als kolenstation diende. Dit betekende dat het verkeer in de richting van Chemnitz ook al voor de bouw van het hoofdstation vanaf het Böhmischer Bahnhof werd afgehandeld.  Bovendien moest het nieuwe hoofdstation het langeafstandsreizigersverkeer overnemen van het Berliner Bahnhof, dat bijna drie kilometer naar het noordwesten lag.

### Bouw en opening
Aan het einde van de negentiende eeuw waren er plannen voor een nieuw station. Twee architecten wonnen de eerste prijs voor hun ontwerp dat uiteindelijk een combinatie van hun twee plannen was. De bouwwerkzaamheden begonnen in 1892. Tijdens de bouw van de zuidelijke hal, die op 18 juni 1895 werd geopend voor het verkeer, werden de spoorwegactiviteiten voortgezet in het Böhmische Bahnhof. Het oude station werd toen afgebroken en de bouw van de centrale en noordelijke hallen begon op die plaats. De zuidelijke hal diende als tijdelijke check-in faciliteit totdat het hele bouwwerk was voltooid.  
Met zes kopsporen in de centrale hal, zes doorlopende verhoogde sporen en nog meer kopsporen in het oostelijke gebouw had het nieuwe gebouw alle voorwaarden voor een aanzienlijke toename van het personentreinverkeer. Een overdekte structuur met twee verhoogde sporen voor goederentreinen werd toegevoegd tussen de zuidelijke hal en de Bismarckstraße (de huidige Bayrische Straße) aan de achterkant. Het stationsgebouw had een oppervlakte van ongeveer 4.500 vierkante meter. De bouwkosten bedroegen 18 miljoen mark, wat overeenkomt met een huidige waarde van ongeveer 320 miljoen euro (2006).
Na iets meer dan vijf jaar bouwen werd het hele bouwwerk op 16 april 1898 in gebruik genomen. Om 2:08 uur was de 101 uit Leipzig de eerste trein die het nieuw geopende centraal station van Dresden bereikte.
Als onderdeel van de gelijktijdige verbouwing van de spoorwegfaciliteiten van Dresden, kreeg het hoofdstation betere verbindingen met de voorheen onvoldoende verbonden lijnen naar Leipzig, Berlijn en Görlitz. Hiertoe werd een nieuwe, efficiënte, ononderbroken viersporige binnenstedelijke verbindingslijn aangelegd via de nieuwe halte Wettiner Straße bedoeld voor voorstadsverkeer, de voorloper van het huidige station Dresden Mitte, en verder via de nieuw gebouwde Marienbrücke, alleen bedoeld voor het spoor, naar het station Dresden-Neustadt, dat in 1901 werd geopend. Het station was nu verbonden met de andere stations in het stadscentrum, in het bijzonder station Dresden-Friedrichstadt.
Hoewel het werd gebouwd in de hoogtijdagen van de luxetreinen, ging deze periode bijna spoorloos aan Dresden voorbij. Slechts één tak van de Balkantrein reed hier van 1916 tot 1918.

### Eerste verbouwingen en uitbreidingen
De bouwers van het hoofdstation gingen ervan uit dat de nieuwe faciliteiten enkele decennia lang voldoende capaciteit zouden bieden. In werkelijkheid ontwikkelde het verkeersvolume zich sneller dan verwacht, zoals de volgende tabel laat zien.
| Jaar | Station            | Beginnende treinen | Stoptreinen | Doorgaande treinen | Som |
| ---- | ------------------ | ------------------ | ----------- | ------------------ | --- |
| 1871 | Böhmischer Bahnhof | 13                 | 13          | 16                 | 42  |
| 1898 | Böhmischer Bahnhof |                    |             |                    | 208 |
| 1898 | Hauptbahnhof       |                    |             |                    | 304 |
| 1910 | Hauptbahnhof       | 199                | 191         | 14                 | 404 |
| 1930 | Hauptbahnhof       | 174                | 178         | 63                 | 415 |

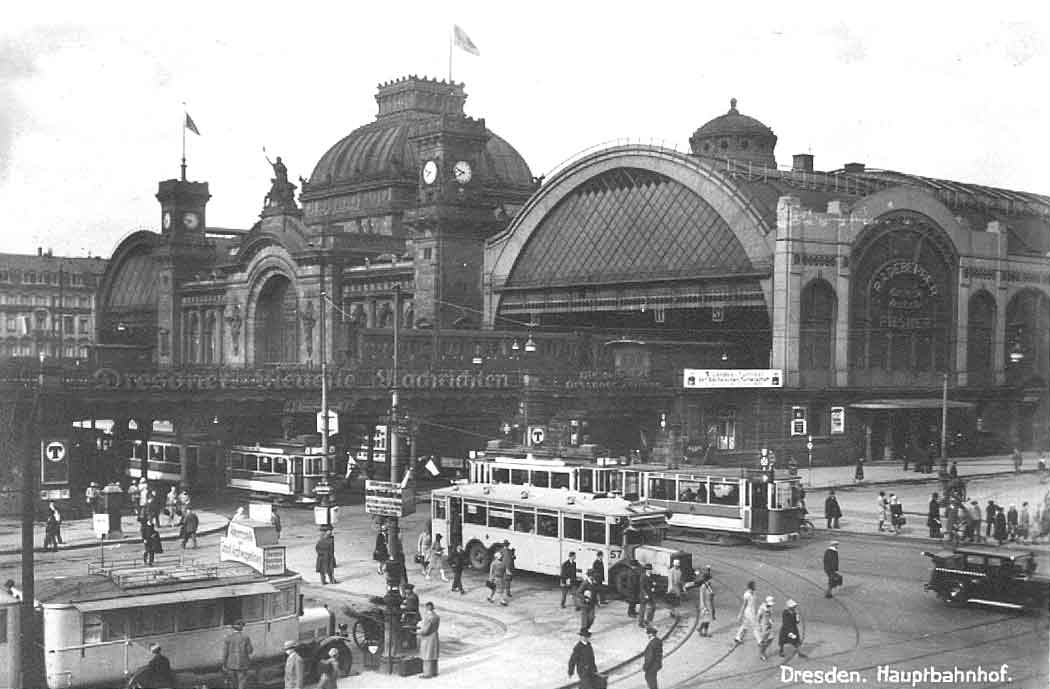
Station omstreeks 1930

Omdat het snel toenemende verkeersvolume nauwelijks kon worden beheerd, werd de eerste uitbreiding gepland vóór het begin van de Eerste Wereldoorlog. In 1914 keurde het staatsparlement de fondsen voor de uitbreiding goed, maar het uitbreken van de oorlog verhinderde de realisatie ervan. Pas aan het einde van de jaren 1920 kon het werk aan de uitbreiding beginnen.
Tot die tijd vormden de kopsporen van het oostelijke deel een obstakel voor de exploitatie. Als oplossing werd een nieuw doorgaand spoor aangelegd door de noordelijke hal tussen perrons 10 en 11 in plaats van een bagageperron. Vanaf dat moment kon dit worden gebruikt voor de passage van andere treinen die al in het oostelijke gebouw werden afgehandeld, evenals voor locomotiefpassages en goederenverkeer. Om de twee goederensporen naast de zuidelijke hal te kunnen gebruiken voor het sterk toegenomen doorgaande reizigersverkeer, werd de overdekte zijhal gesloopt, werd het buitenste spoor verplaatst naar een nieuwe betonnen constructie boven het trottoir en werd op de gewonnen ruimte een nieuw eilandperron geïnstalleerd.
In deze periode werden ook de seinhuizen gemoderniseerd. De mechanische seinhuizen werden vervangen door nieuwe elektromechanische systemen en er werd een nieuw commandopost seinhuis gebouwd op de Hohe Brücke, die destijds het westelijke spoorplatform overspande als een verlenging van de Hohe Straße. De architectuur van het hoofdstation werd ook vernieuwd. Talrijke ornamenten en opbouwen moesten plaatsmaken voor moderne, gladde oppervlakken.

### Tijd van het nationaalsocialisme
In de jaren 1930 begon de Deutsche Reichsbahn met de ontwikkeling van een sneltreinnetwerk. Er kwamen onder andere sneltreinverbindingen tussen Berlijn en Hamburg, Berlijn en Keulen en Berlijn en Frankfurt. Dresden werd echter ook met Berlijn verbonden door een door stoom aangedreven Henschel-Wegmann trein. Van 1936 tot het begin van de oorlog in 1939 legde deze trein het traject van het centraal station van Dresden naar het Anhalter Bahnhof in Berlijn af in ongeveer 100 minuten.
Aan het einde van de jaren 1930 planden de nationaalsocialisten een verbouwing van de stad, waarbij de behoefte van het Derde Rijk aan prestige en representatie enorme afmetingen vereiste. Een nieuw centraal station moest het station Wettiner Straße vervangen en meer dan 300 meter lang en 200 meter breed worden. Daarnaast werden een enorm voorplein en ruime straten gepland om ruimte te creëren voor rally's en marsen. Met het uitbreken van de Tweede Wereldoorlog werden deze plannen echter niet uitgevoerd. 
Aan het begin van de oorlog leek Dresden weinig risico te lopen op luchtaanvallen, dus werden er aanvankelijk slechts gebrekkige voorbereidingen getroffen, maar later was dit niet meer mogelijk. De schuilkelders op het hoofdstation boden plaats aan ongeveer 2000 mensen, maar er waren geen gassluizen of ventilatiesystemen, wat ernstige gevolgen had: Toen het station uitbrandde tijdens de grote luchtaanval op Dresden in de nacht van 13 op 14 februari 1945, vlogen stukken bagage die voor de ingangen waren opgeslagen in brand, waardoor 100 mensen verbrandden en nog eens 500 mensen stikten in de schuilkelders.
Latere luchtaanvallen vernietigden de meeste sporen. Het hoofdstation werd uiteindelijk onbruikbaar gemaakt door de achtste en laatste luchtaanval op 17 april 1945 door 580 bommenwerpers van de USAAF.

### De lange heropbouw
Het herstel van de spoorwegverbindingen kreeg voorrang op de heropbouw van het stationsgebouw zelf. Daardoor konden de passagiersdiensten naar Bad Schandau op 17 mei 1945 worden hervat.
De wederopbouw begon op provisorische basis na het einde van de oorlog in hetzelfde jaar. Sommige delen van het gebouw, zoals de stationshallen en de koepel, werden aanvankelijk niet hersteld en raakten in verval. Tegelijkertijd werd een vergaande herinrichting van de spoorwegfaciliteiten overwogen, wat mogelijk leek door de uitgebreide verwoesting van de stad. Ontwerpen uit 1946 tonen een keerlus ten zuiden van het hoofdstation, waardoor het oost-westverkeer op de lijn Chemnitz-Görlitz zou kunnen stoppen zonder van locomotief te hoeven wisselen. In 1946 en 1947 werden opnieuw verschillende ontwerpen gemaakt voor een nieuw, ruim bemeten hoofdstation ter vervanging van het station aan de Wettiner Straße. Het vorige hoofdstation zou omgedoopt worden tot station Dresden Prager Straße en het passagiersvervoer zou alleen via de noordelijke hal en de oostzijde worden afgehandeld. Voor het resterende gebied was aanvankelijk een postspoorwegstation gepland. Dit werd weer verworpen in ontwerpen uit 1947; de zuidelijke hal zou nu ook worden gebruikt voor personenvervoer, terwijl de middelste hal geen functie zou krijgen.
Het is niet met absolute zekerheid te zeggen waarom deze plannen uiteindelijk niet werden gerealiseerd. Mogelijke redenen die worden genoemd zijn financiële problemen, een tekort aan materialen, een tekort aan arbeidskrachten en algemene onzekerheid over de planning als gevolg van sociaal-politieke veranderingen. Een gepland nieuw ontvangstgebouw aan de Wiener Platz met aangrenzend een nieuw administratiegebouw voor het Reichsbahndirektion werd ook niet gerealiseerd.
Vanaf 1950 werd er verder gebouwd in een vergelijkbare, maar eenvoudigere vorm vanwege de economische omstandigheden en het tekort aan geschoolde arbeidskrachten. Het dak, dat eerder gedeeltelijk bedekt was met glas, werd provisorisch afgedicht met hout, karton en leisteen. Het stationsgebouw zelf werd slechts gedeeltelijk gerestaureerd. Vooral de gebouwen ten zuiden van de tickethal bleven een holle ruïne, waarbij alleen de buitenmuren een volledige reconstructie simuleerden. De niet vernielde stalen constructie van de koepel boven de lokettenzaal werd ook aan de buitenkant bedekt met hout en leisteen en aan de binnenkant voorzien van een cassettenplafond. De reconstructiewerkzaamheden waren pas begin jaren 1960 grotendeels voltooid. Een van de laatste maatregelen was de aanpassing van de klokkentorens aan weerszijden van het toegangsportaal aan de verfijnde gevel.
In de volgende decennia kenmerkten voorlopige parkeerplaatsen en verkeersroutes en aanvoerlijnen rondom het beeld.

### DDR-tijd
Vanaf de jaren 1960 ontwikkelde het hoofdstation zich opnieuw tot een belangrijk knooppunt voor langeafstandstransport van West-Europa en Scandinavië naar Zuidoost-Europa. Bekende treinen uit die tijd waren de Vindobona (Berlijn-Wenen), de Hungaria (Berlijn-Boedapest) en de Meridian (Malmö-Bar). Vanaf 1963 reed de Tourex vakantietrein één keer per week in de zomer tussen Dresden en de Bulgaarse badplaats Varna.
In het kader van de tractieverandering reden in september 1966 voor het eerst door elektrische locomotieven getrokken treinen vanuit Freiberg naar Dresden. Ruim tien jaar later - op 24 september 1977 - vertrok de laatste door een stoomlocomotief getrokken sneltrein vanuit Dresden naar Berlijn. Tot het einde van de jaren 1980 waren stoomlocomotieven echter nog steeds te zien voor passagierstreinen in de richting van Oberlausitz. Omdat de doorrijhoogte onvoldoende was, moest de Hohe Brücke in het westelijke platform worden afgebroken als onderdeel van de elektrificatie van de sporen. Vanaf mei 1977 reed de Elbflorenz stadsexpress naar Berlijn; in juni 1985 werd de Berlijn-express in de tegenovergestelde richting toegevoegd.
Sinds 1973 verzorgt de S-Bahn van Dresden het meeste lokale vervoer binnen de stad en de directe omgeving, met het Hauptbahnhof als centraal punt. In 1978 werd het centraal station van Dresden onder monumentenzorg geplaatst.
Met een totaal van 156 aankomsten en vertrekken van reguliere langeafstandstreinen per dag, was het hoofdstation het derde belangrijkste knooppunt in het netwerk van de Deutsche Reichsbahn in de zomerdienstregeling van 1989, na het Berlijn en Leipzig.

### Na de politieke omwenteling
Na 1990 werd Dresden geleidelijk geïntegreerd in het Intercitynetwerk. Afzonderlijke InterCity treinen reden in 1991 via Leipzig en de Thüringer Bahn naar Frankfurt am Main, en vanaf 1992 om de twee uur. Het eerste EuroCity treinpaar van Dresden naar Paris-Est reed vanaf 2 juni 1991 via dezelfde route. In hetzelfde jaar reden er voor het eerst Interregio treinen naar Dresden. De treinparen 2048/2049 en 2044/2143 reden tussen Keulen en Dresden en andere verbindingen werden later toegevoegd. In 1993 werd een noord-zuidverbinding via Dresden toegevoegd aan het EuroCity netwerk en werden de acht EC-treinen naar Praag, Wenen en Boedapest, waarvan sommige nog steeds rijden, geïntroduceerd.
Op 25 september 1994 deden de ICE-treinen het hoofdstation voor het eerst volgens dienstregeling aan. De ICE Elbkurier legde het traject van station Berlin Zoo naar Dresden 's avonds af in 1:58 uur. s Ochtends reed een trein in de tegenovergestelde richting. De introductie van de ICE werd voorafgegaan door noodzakelijke bouwwerkzaamheden aan het hoofdstation.
Tot de wijziging van de dienstregeling op 28 mei 2000 reden er dagelijks twee ICE-treinen via Berlijn naar Dresden, daarna werd de ICE-lijn 50 via Leipzig naar Frankfurt, die nog steeds bestaat, met tussenpozen van een uur ingevoerd en werd de verbinding via Berlijn opgeheven. Het hoofdstation van Dresden werd zo het beginpunt van de centrale oost-westroute in het Duitse ICE-netwerk.
Deze verandering resulteerde in veranderingen in de langeafstandsdiensten met locomotieven, waarbij Dresden nu bijna uitsluitend werd bediend door IC/EC treinen in noord-zuid richting. Er waren ook andere veranderingen in het IC/EC netwerk. In 1994 kreeg de latere EC/IC-lijn 27 (Praag-Dresden-Berlijn) een doorgaande verbinding naar Hamburg en in 2003 reden voor het eerst twee paar treinen naar Wenen en één paar naar Aarhus in Denemarken.
Vanaf 10 juni 2001 reden meervoudige eenheden serie 605 (ICE-TD) op de hoofdlijn Saksen-Franken naar Neurenberg. Ze vervingen de Interregio-diensten die een jaar eerder waren opgeheven. Na de overstroming van de Elbe in 2002 en de daaruit voortvloeiende onderbreking van de lijn tussen Chemnitz en Dresden en problemen met de kanteltechnologie, stopte Deutsche Bahn vanaf de zomer van 2003 met het gebruik van de treinstellen. In plaats daarvan reden er intercity's tot de langeafstandsdiensten in 2006 werden opgeheven.

### Verbouwing en modernisering na 2000
De eerste renovatiewerkzaamheden vonden plaats in de jaren 1990. De bruggen over de Bundesstraße 170 werden vernieuwd en het oostelijke gebouw kreeg een nieuwe straatgevel en een nieuw trappenhuis.
Eind december 2000 keurde de raad van bestuur van Deutsche Bahn de gunning van het moderniseringsproject goed. De geplande bouwkosten bedroegen ongeveer 100 miljoen DM, die gefinancierd werden met federale middelen (sanering van vervuilde terreinen), eigen middelen van DB en een subsidie van de deelstaat Saksen (13 miljoen DM). De voltooiing van de bouwwerkzaamheden was gepland voor het voorjaar van 2003.
De uitgebreide renovatie was al in 2000 begonnen met de ingebruikname van het elektronische seinhuis dat op afstand werd bediend vanuit het operationeel centrum in Leipzig. De verdere renovatie omvatte de vernieuwing van het receptiegebouw en het dak van de hal, de spoorconstructies van de noord- en zuidhal en de spoor- en veiligheidssystemen. Om een ononderbroken treindienst te garanderen, werden eerst de spoorstructuren van de noordhal gerenoveerd en in november 2003 weer in gebruik genomen. Pas daarna, eind 2004, begon de renovatie van de spoorstructuren in de zuidelijke hal. Onafhankelijk hiervan werd het dak van de hal gerenoveerd vanaf 2002 en het receptiegebouw vanaf eind 2003. Vanwege de bouwwerkzaamheden werden talrijke winkels in de perronhal van 2002 tot 2006 ondergebracht in containers. De tot 34 meter hoge koepel boven de kruising van de twee hallen, de kloostergang en de grote wachtkamers werden in hun historische oorspronkelijke staat hersteld. Het reiscentrum en een supermarkt werden in juli 2006 in de laatste geopend, op hetzelfde moment dat de centrale hal in gebruik werd genomen. De verhoogde perrons zijn nu toegankelijk met roltrappen en liften.
In december 2007 werden de heraangelegde sporen aan de zuidkant van het station in gebruik genomen, met uitzondering van perron 1, dat pas in 2008 klaar was. Daarnaast werden de twee goederensporen aan de zuidkant buiten de hal heraangelegd, maar zonder het perron dat tijdens de renovatie rond 1930 tussen deze sporen was aangelegd.
De overstroming van 2002 vertraagde de renovatie aanzienlijk. Vanaf 12 augustus 2002 was het hoofdstation gesloten door overstromingen van de Weißeritz, die zijn oude loop in Dresden had hervat en het hoofdstation bereikte via de route van de spoorlijn richting Chemnitz; het waterpeil in het station bereikte 1,50 meter. Water, modder en puin veroorzaakten schade ter waarde van 42 miljoen euro. Veel routes waren lange tijd onbegaanbaar, vooral in de richting van Chemnitz. Na enkele regionale treinen kwam er op 2 september 2002 weer een langeafstandstrein aan op het station. Het gebouw werd gestript, deels tot in de kelder; de werkzaamheden daar duurden tot eind 2004.
De kosten van de renovatie bedroegen in november 2006 in totaal ongeveer 250 miljoen euro. Hiervan werd 85 miljoen besteed aan het membraandak en 55 miljoen aan het receptiegebouw. De federale overheid droeg ongeveer 100 miljoen euro bij en de Vrijstaat Saksen 11 miljoen euro. De vernieuwing van de hoogwaardige draagconstructies in de zuidelijke hal was op dat moment nog niet voltooid en zou door de federale overheid met ongeveer 54 miljoen euro worden ondersteund.
Op de avond van 10 november 2006 werd het gerenoveerde station ingehuldigd onder de koepel van de ontvangsthal. Dit viel ook nog eens samen met de 800e verjaardag van de stad. De opening betekende het einde van grote verstoringen van het passagiersvervoer, maar de renovatiewerkzaamheden duurden nog enkele jaren voort.

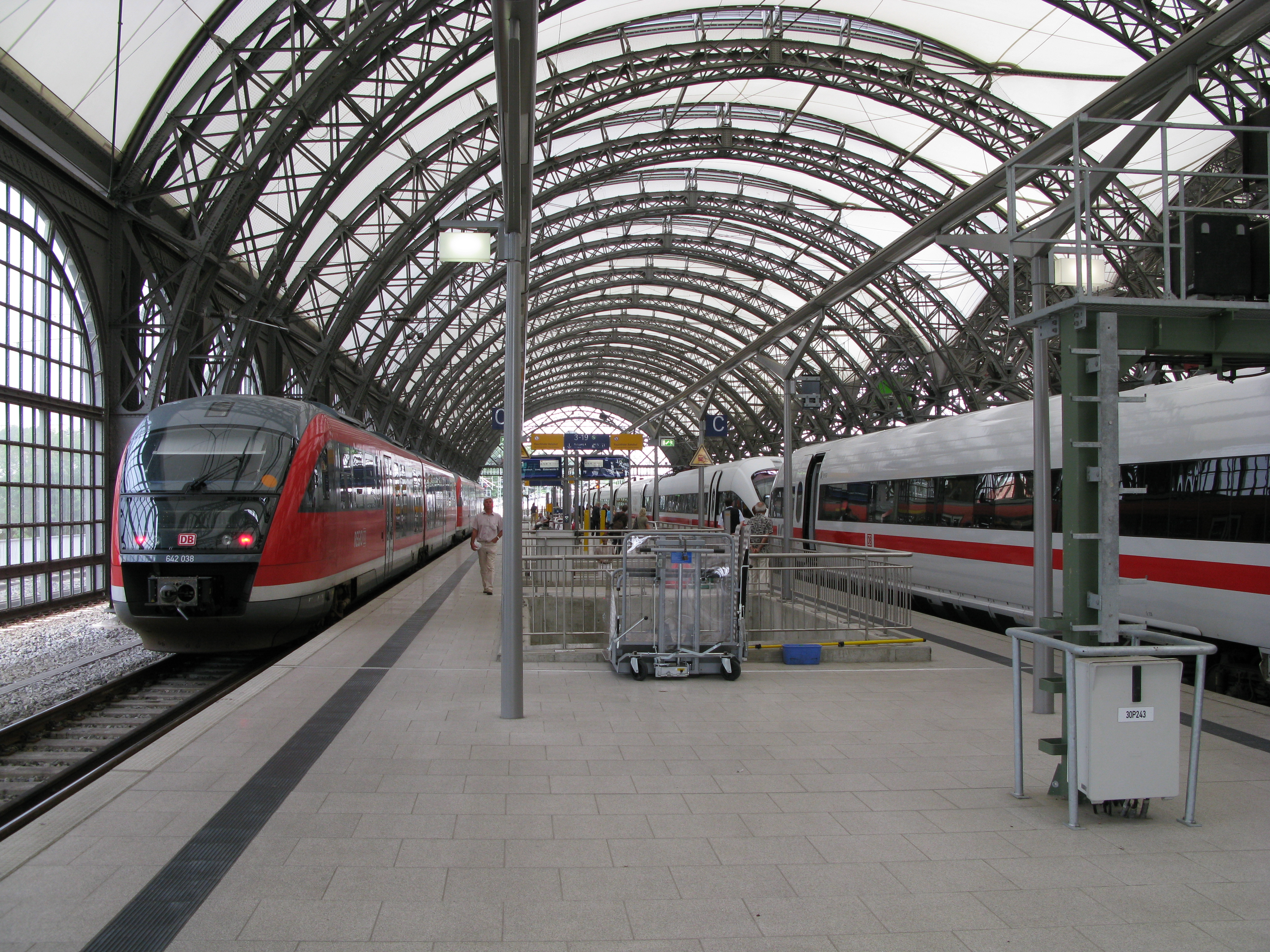
Zuidhal in 2009

Na een bouwperiode van ongeveer 20 maanden werd de energie-efficiënte renovatie van het station, die werd uitgevoerd als onderdeel van het economische stimuleringsprogramma van de federale overheid, in juni 2011 voltooid.
Deze bouwwerkzaamheden omvatten ook de renovatie van het Koningspaviljoen. Sinds de zomer van 2011 werkt Deutsche Bahn aan de uitbreiding van de winkelruimtes onder de sporen van de noordelijke en zuidelijke hallen van het station. Het investeringsvolume voor de uitbreidingswerkzaamheden bedroeg ongeveer 26 miljoen euro. In totaal werden daar 43 winkelruimtes met een totale oppervlakte van 11.000 vierkante meter gecreëerd. De eerste nieuwe winkels openden in augustus 2013 en de bouwwerkzaamheden werden in mei 2014 afgerond. De geplande nieuwbouw van de perrons in de centrumhal is grotendeels voltooid. Dit maakt deel uit van de 2e bouwfase van de uitbreiding van het spoorwegknooppunt Dresden, die volgens de planningsstatus van 2009 in 2011 had moeten beginnen. Deze bouwfase werd echter niet opgenomen in het investeringskaderplan 2011-2015 van de federale regering. In september 2013 kondigde de spoorwegen aan dat de perrons in de centrale hal tegen 2019 zouden worden gerenoveerd en licht verhoogd. De renovatie van de perrons in de centrale hal begon op 15 april 2018. De werkzaamheden werden in april 2021 afgerond met de heropening van de perronranden op sporen 10 en 11. De perrons werden in twee fasen gemoderniseerd en ook ingekort. De delen van de getroffen perrons die nog uitsteken boven de stationshal werden verwijderd en niet herbouwd.
Een ingrijpende verbouwing van de Westkopf is bedoeld om de in- en uitrijsnelheid voor treinen van of in de richting van Chemnitz, Leipzig en Berlijn in de toekomst te verhogen naar 80 km/u. Het project maakt deel uit van het vervoersproject van de Duitse eenheid nr. 9. De plangoedkeuringsprocedure werd in februari 2019 gestart. In 2021 zou ook een financieringsovereenkomst worden gesloten. In maart 2023 is begonnen met de werkzaamheden aan een overwegconstructie in het westelijke deel. De maatregelen, waarin 140 miljoen euro geïnvesteerd moet worden, zijn gepland tot eind 2026.
De haalbaarheidsstudie voor de nieuwe lijn Dresden-Praag voorziet ook dergelijke snelheidsverhogingen voor het oostelijke eindpunt om de kwaliteit van de dienstverlening te verbeteren.

## Netwerk

### Langeafstandsverkeer
| Lijn   | Spoorverloop | Frequentie                 | Uitvoerder                                     |
| ------ | --- | -------------------------- | ---------------------------------------------- |
| ICE 14 | Ostseebad Binz – Bergen auf Rügen – Stralsund – Greifswald – Züssow – Anklam – Pasewalk – Prenzlau – Angermünde – Eberswalde – Berlin Hbf – Dresden Hbf | 1 trein za/zon             | DB Fernverkehr                                 |
| ICE 27 | Dresden Hbf – Dresden-Neustadt – Berlin Ostbahnhof – Berlin Hbf – Berlin-Spandau – Wittenberge – Büchen – Hamburg-Bergedorf – Hamburg Hauptbahnhof – Hamburg-Altona | 1 trein per weekdag        | DB Fernverkehr                                 |
| ICE 27 | Dresden Hbf – Dresden-Neustadt – Berlin-Südkreuz – Berlin Hbf – Berlin Gesundbrunnen | 1 trein vrijdag en zondags | DB Fernverkehr                                 |
| ICE 50 | Dresden Hbf – Dresden-Neustadt – Riesa – Leipzig – Erfurt – Gotha – Eisenach – Fulda – Frankfurt (Main) Hbf – Frankfurt (M) Flughafen – Mainz – Wiesbaden | Elke 2 uur                 | DB Fernverkehr                                 |
| IC 17  | (Warnemünde –) Rostock – Waren (Müritz) – Neustrelitz – Oranienburg – Berlin Gesundbrunnen – Berlin Hbf – Berlin-Südkreuz – Flughafen BER – Doberlug-Kirchhain – Elsterwerda – Dresden-Neustadt – Dresden Hbf (– Freiberg – Chemnitz Hbf)                                                          | Elke 2 uur                 | DB Fernverkehr                                 |
| IC 55  | Dresden Hbf – Leipzig – Halle (Saale) – Köthen – Magdeburg – Hannover – Bielefeld – Dortmund – Wuppertal – Solingen – Köln – Bonn – Mainz – Mannheim – Heidelberg – Stuttgart (– Offenburg) | Elke 2 uur                 | DB Fernverkehr                                 |
| EC 27  | (Boedapest-Nyugati – Bratislava hl.st. – Brno hl.n. –) Praha hl.n. – Dresden Hbf – Berlin-Südkreuz – Berlin Hbf – (Hamburg Hbf – Kiel Hbf) | Elke 2 uur                 | DB Fernverkehr/České dráhy                     |
| 12 N   | Praha hl.n. – Praha-Holešovice – Ústí nad Labem hl.n. – Děčín hl.n. – Bad Schandau – Dresden Hbf – Dresden-Neustadt – Riesa – Leipzig Hbf – Naumburg (Saale) Hbf – Frankfurt (Main) Hbf – Karlsruhe Hbf – Baden-Baden – Offenburg – Freiburg (Breisgau) Hbf – Basel Bad Bf – Basel SBB – Zürich HB | één trein per weekdag      | ÖBB-Personenverkehr/DB Fernverkehr/České dráhy |

### Regionaal verkeer

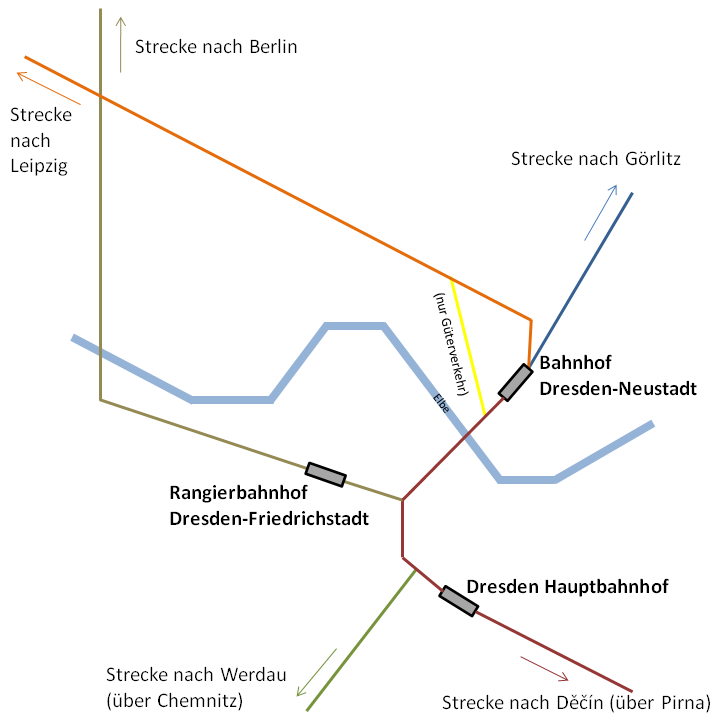
Stations in Dresden

S-Bahnnet van Dresden

| Lijn                    | Verloop                                                                                                  | Frequentie (minuten)        | Uitvoerder                        | Lijnnaam                 |
| ----------------------- | --- | --------------------------- | --------------------------------- | ------------------------ |
| RE 1                    | Dresden Hbf – Dresden Mitte – Bischofswerda – Bautzen – Löbau (Sachs) – Görlitz (– Zgorzelec)            | ma-vrij: 60, za+zo: 120     | Die Länderbahn                    | Trilex                   |
| RE 2                    | Dresden Hbf – Dresden Mitte – Dresden-Neustadt – Bischofswerda – Ebersbach (Sachs) – Zittau (– Liberec)  | 120                         | Die Länderbahn                    | Trilex                   |
| RE 3                    | Dresden Hbf – Freiberg (Sachs) – Chemnitz Hbf – Zwickau (Sachs) Hbf – Hof Hbf                            | 060                         | Bayerische Oberlandbahn           | Mitteldeutsche Regiobahn |
| RE 15                   | Dresden Hbf – Dresden Mitte – Dresden-Neustadt – Coswig (b Dresden) – Ruhland – Hoyerswerda              | 120                         | DB Regio Nordost/Doppelstockwagen |                          |
| RE 17                   | Dresden Hbf – Freiberg (Sachs) – Chemnitz Hbf                                                            | Twee treinen                | DB Fernverkehr / IC 2 (Stadler)   |                          |
| RE 18                   | Dresden Hbf – Dresden Mitte – Dresden-Neustadt – Coswig (b Dresden) – Ruhland – Cottbus                  | 120                         | DB Regio Nordost/Doppelstockwagen |                          |
| RE 19                   | Dresden Hbf – Heidenau – Kurort Altenberg (Erzgeb)                                                       | één trein, niet dagelijks   | DB Regio Südost                   |                          |
| RE 20                   | Dresden Hbf – Pirna – Bad Schandau – Děčín hl. n. – Ústí nad Labem hl. n.– Litoměřice                    | twee treinen in het weekend | DB Regio Südost                   |                          |
| RE 50                   | Dresden Hbf – Dresden Mitte – Dresden-Neustadt – Coswig (b Dresden) – Riesa – Leipzig Hbf                | 060                         | DB Regio Südost/Doppelstockwagen  | Saxonia-Express          |
| RB 30                   | Dresden Hbf – Freiberg (Sachs) – Chemnitz Hbf – Zwickau (Sachs) Hbf                                      | 060                         | Bayerische Oberlandbahn           | Mitteldeutsche Regiobahn |
| RB 31                   | Dresden Hbf – Dresden-Friedrichstadt – Coswig (– Großenhain Cottb Bf – Elsterwerda – Elsterwerda-Biehla) | 060                         | DB Regio Nordost/Doppelstockwagen |                          |
| RB 60                   | Dresden Hbf – Dresden Mitte – Dresden-Neustadt – Bischofswerda – Bautzen – Löbau (Sachs) – Görlitz       | 120                         | Die Länderbahn                    | Trilex                   |
| RB 61                   | Dresden Hbf – Dresden Mitte – Dresden-Neustadt – Bischofswerda – Ebersbach (Sachs) – Zittau              | 120                         | Die Länderbahn                    | Trilex                   |
| Stand: 12 december 2021 | |                             |                                   |                          |